# Équemauville
Équemauville település Franciaországban, Calvados megyében. Lakosainak száma 1557 fő (2022. január 1.). Équemauville Barneville-la-Bertran, Gonneville-sur-Honfleur, Honfleur, Pennedepie és Saint-Gatien-des-Bois községekkel határos.

## Népesség
A település népessége az elmúlt években az alábbi módon változott:
| Lakosok száma | 629  | 914  | 1227 | 1255 | 1358 | 1423 | 1444 | 1587 | 1580 | 1557 |
|               | 1968 | 1982 | 1990 | 2006 | 2013 | 2015 | 2017 | 2019 | 2020 | 2022 |